# اس‌ام اوسی-۷۴
اس‌ام یوسی-۷۴ (به انگلیسی: SM UC-74) یک زیردریایی است که طول آن ۱۶۵ فوت ۶ اینچ (۵۰٫۴۴ متر) می‌باشد. این زیردریایی در سال ۱۹۱۶ ساخته شد.